# Natasha Yarovenko
Natasha Olehivna Yarovenko (Oekraïens: Наталія Олегівна Яровенко) (Odessa, 23 juli 1981) is een Oekraïense actrice.

## Levensloop en carrière
Yarovenko werd geboren in Oekraïne, maar verhuisde in 2000 naar Barcelona. In 2008 had ze een bijrol in Diario de una ninfómana (Diary of a Nymphomaniac). In 2010 speelde ze een hoofdrol in Habitación en Roma, een film van Julio Medem.

## Filmografie
- Diario de una ninfómana (2008)
- Negro Buenos Aires (2009)
- Habitación en Roma (2010)
- El Capitán Trueno y el Santo Grial (2011)
- Aftershock (2012)

## Prijzen en nominaties
| Jaar | Titel              | Prijs                                 | Resultaat   |
| ---- | ------------------ | ------------------------------------- | ----------- |
| 2011 | Habitación en Roma | Goya Awards - Mejor Actriz Revelación | Genomineerd |
| 2011 | Habitación en Roma | Turia Awards - Best New Actress       | Gewonnen    |